# Gadsden (Tennessee)
Gadsden es un pueblo ubicado en el condado de Crockett en el estado estadounidense de Tennessee. En el Censo de 2010 tenía una población de 470 habitantes y una densidad poblacional de 165,72 personas por km².

## Geografía
Gadsden se encuentra ubicado en las coordenadas 35°46′37″N 88°59′10″O / 35.77694, -88.98611. Según la Oficina del Censo de los Estados Unidos, Gadsden tiene una superficie total de 2.84 km², de la cual 2.84 km² corresponden a tierra firme y (0%) 0 km² es agua.

## Demografía
Según el censo de 2010, había 470 personas residiendo en Gadsden. La densidad de población era de 165,72 hab./km². De los 470 habitantes, Gadsden estaba compuesto por el 81.91% blancos, el 15.53% eran afroamericanos, el 0% eran amerindios, el 0.43% eran asiáticos, el 0% eran isleños del Pacífico, el 0.64% eran de otras razas y el 1.49% pertenecían a dos o más razas. Del total de la población el 1.7% eran hispanos o latinos de cualquier raza.